# مجسمه برنزی

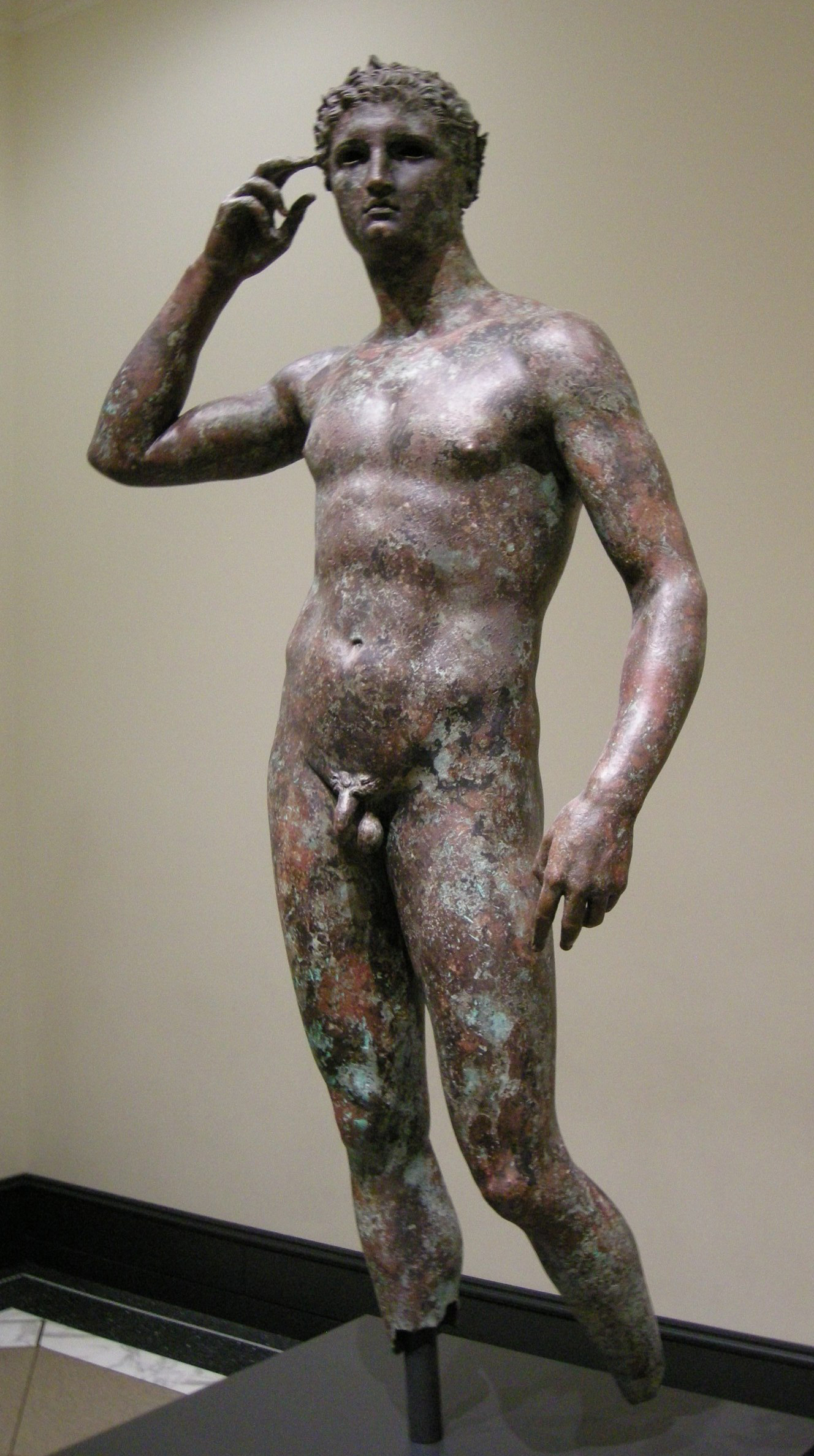
" جوانان پیروز " (بین قرون ۴ تا ۲ قبل از میلاد)، برنز ضدزنگ نادری از یونان باستان است.

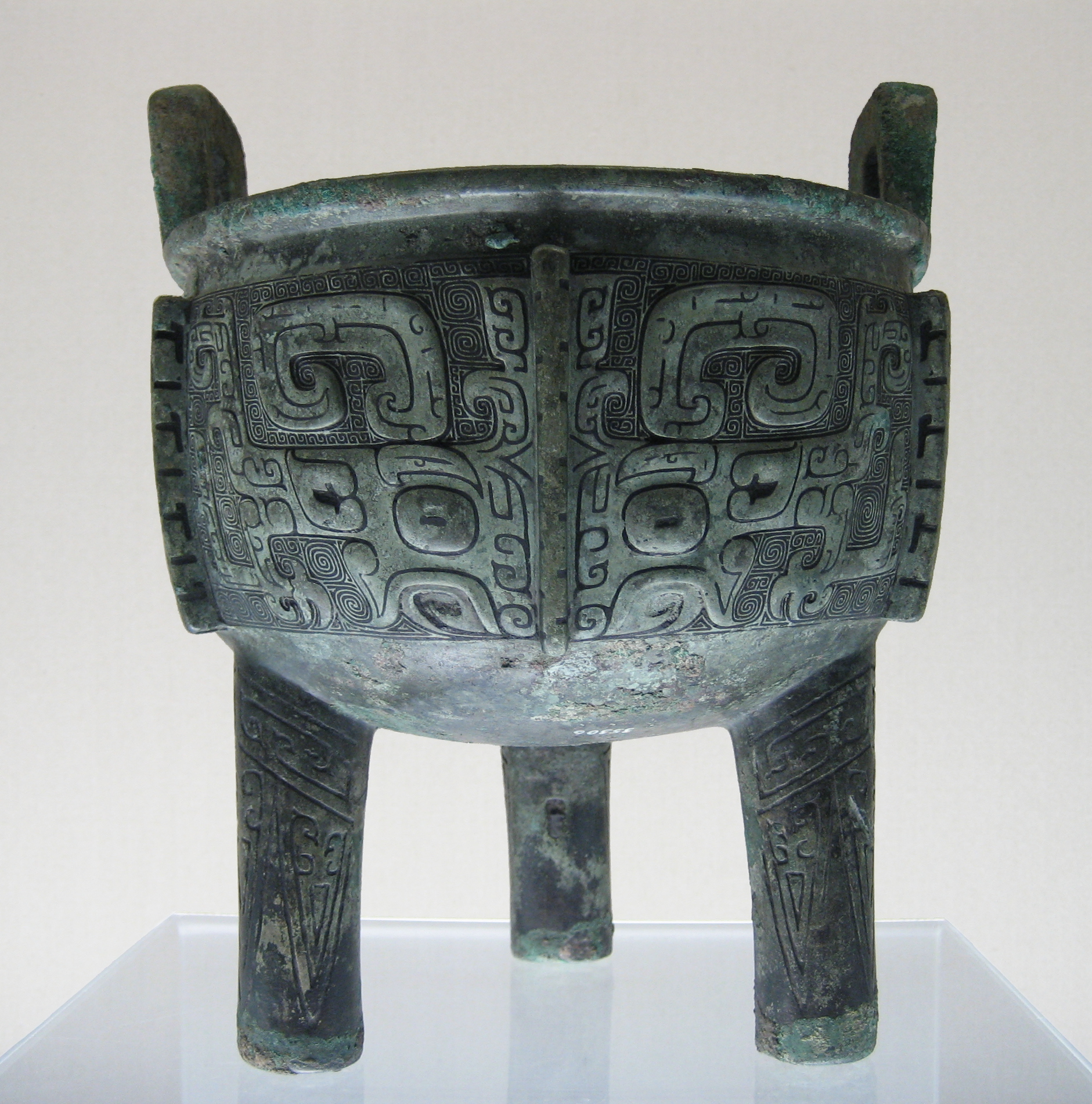
برنز آئینی چینی، دونگ شانگهای.

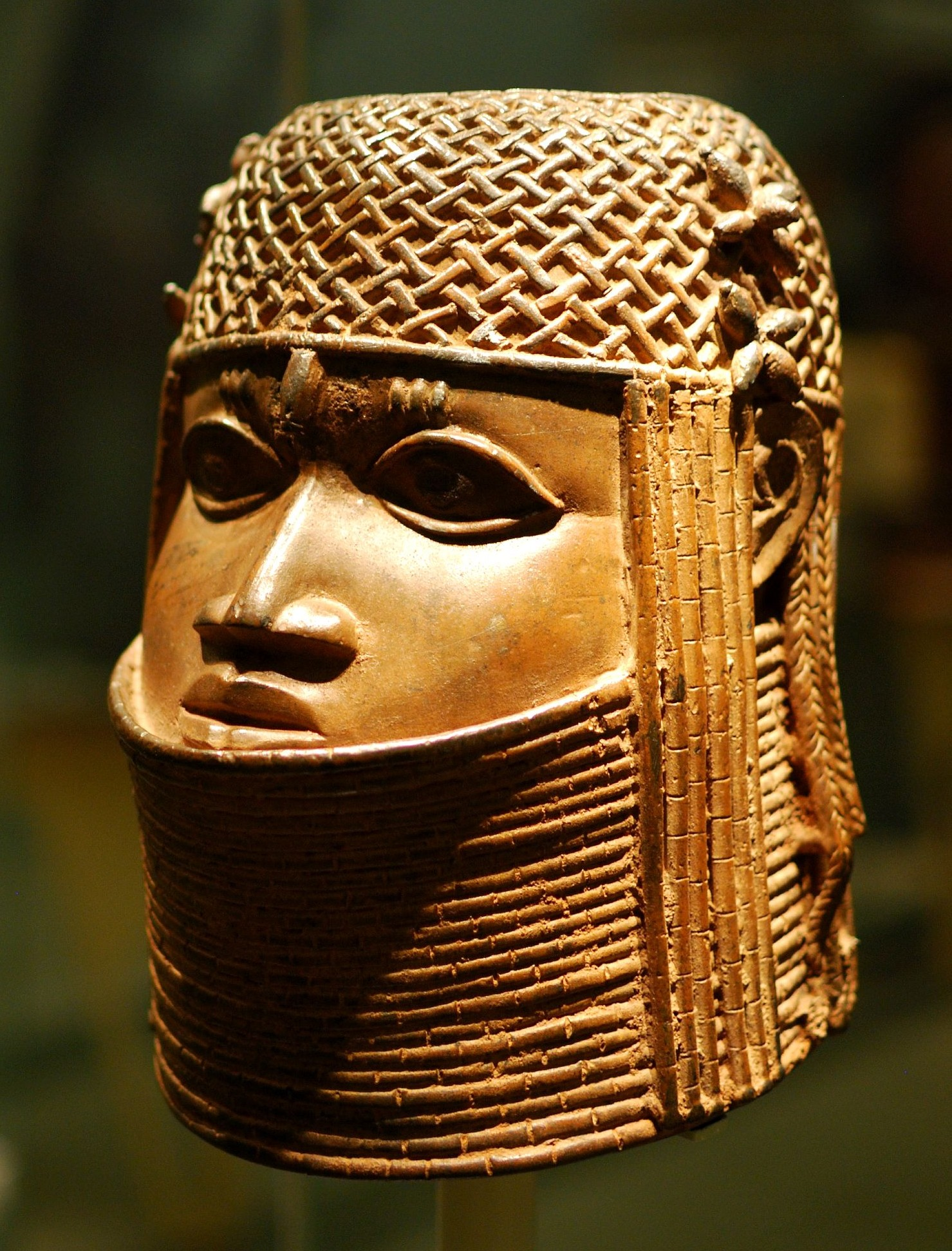
برنز سر از سر زن.

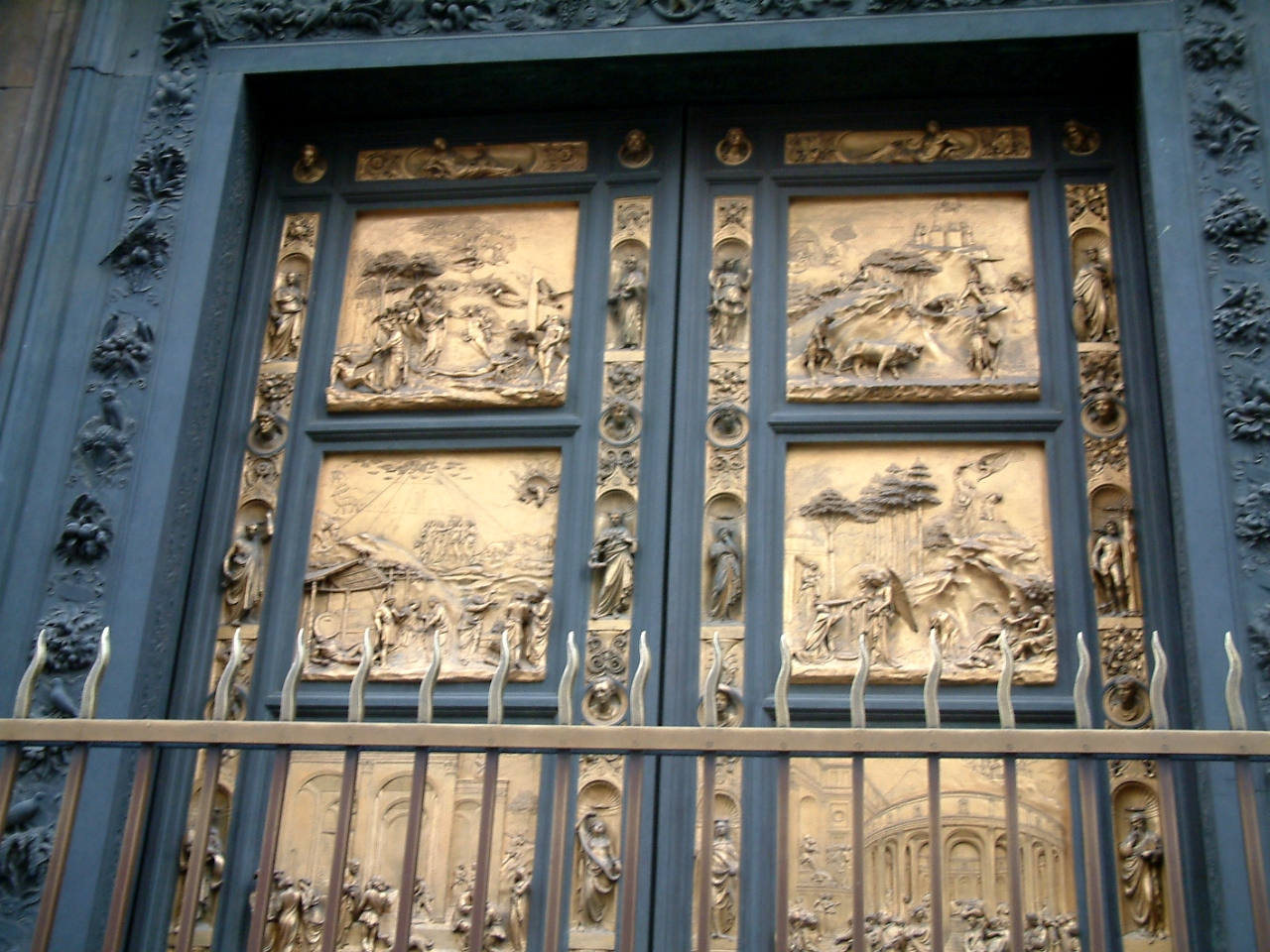
درب‌های برنز زرین برنز کلیسای جامع کلیسای جامع فلورانس (لورنزو غبرتی، ۱۴۰۱–۲۲).

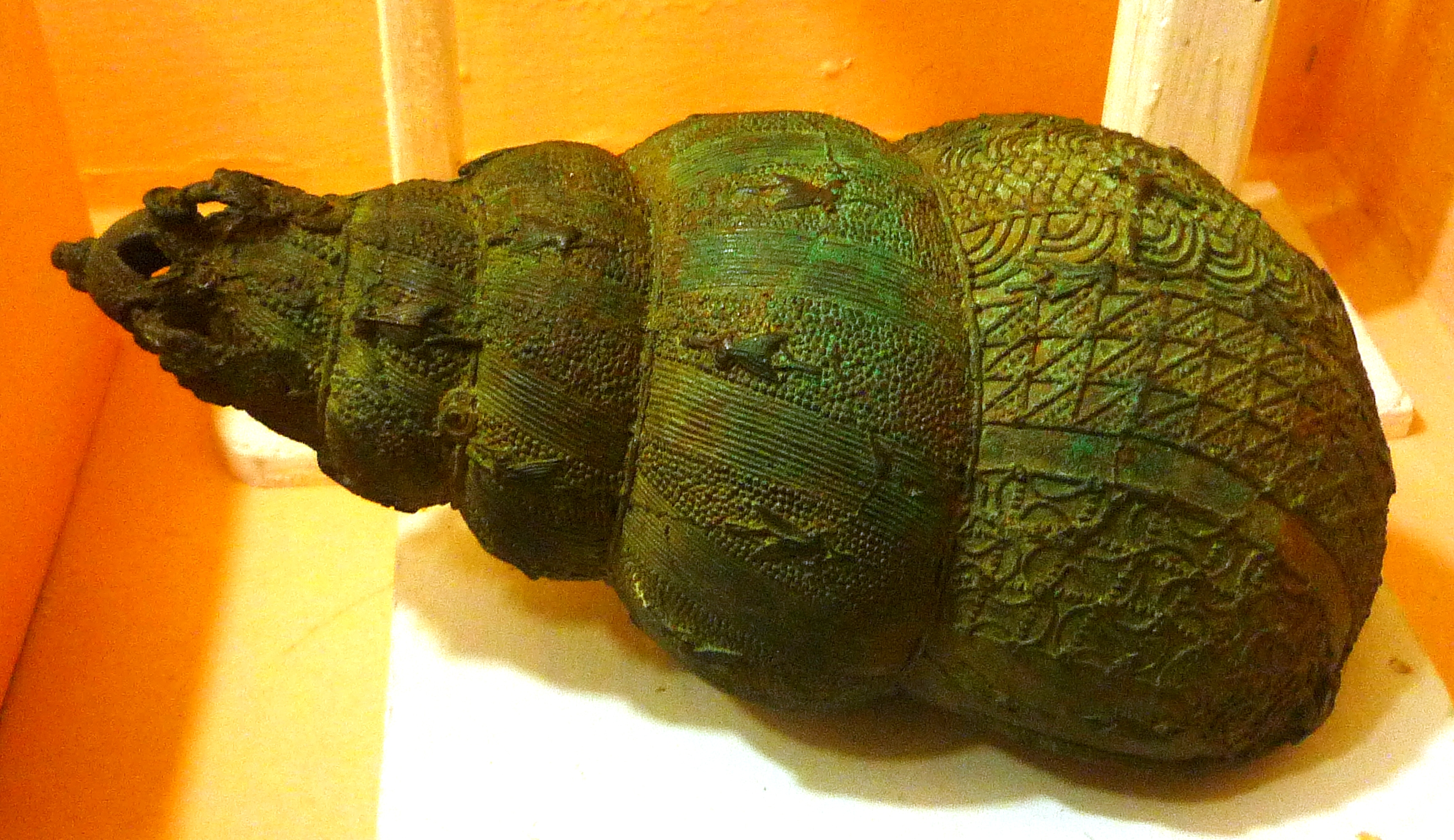
مجسمه دکوری برنز قرن نهم به شکل یک حلزون حلزونی در Igbo-Ukwu، (بخشی از قبیله igbo در نیجریه) کشف شده‌است.

برنز محبوب‌ترین آلیاژ برای مجسمه‌های فلزی است. که بیشتر به صورت ریخته‌گری مذاب در قالب استفاده می‌شود. تکنیک‌های ریخته‌گری را با نام شیوه‌های قالبگیری می‌شناسیم، مانند ریخته‌گری ماسه‌ای، موم زدایی از قالب سرامیکی یا ملات گچ به عنوان راه‌های دقیق‌تر. به اغلب مجسمه‌های چدنی با روکش برنزی نیز برای سادگی مجسمه برنزی می‌گویند.. این موضوع شامل مجسمه‌های تک، مجسمه‌های جفت، نقش برجسته و مجسمه‌های کوچک و تندیسک می‌شود. همچنین عنصر برنز در اشیاء دیگر مانند مبلمان، غالباً به صورت طلاکاری شده، نیز استفاده می‌شود که به طلا و برنز یا ارملو معروف است.
آلیاژهای برنز معمولی خاصیت غیرمعمول و مطلوب دارند که در زمان کار اندکی منبسط می‌شوند، بنابراین به خوبی می‌توانند جزئیات یک قالب را پر کنند. سپس با خنک شدن برنز، کمی منقبض می‌شود و باعث می‌شود جداسازی از قالب راحت تر شود. استحکام و انعطاف‌پذیری برنز (عدم شکنندگی) مزیتی عملی است، به ویژه هنگامی که با مواد مختلف سرامیکی یا سنگی (مانند مجسمه‌های مرمر) مقایسه شود. این خصوصیات اجازه می‌دهد مجسمه‌های با جزئیات بالا و کوچک، مانند مجسمه بالرین، یا مجسمه‌های کم جزئیات‌تر، مانند مجسمه سوارکاری ریچارد لیونهارت را تولید کنیم.
اما ارزش بالای برنز برای مصارف دیگری غیر از ساخت مجسمه، برای حفظ مجسمه‌ها مضر است. تعداد کمی از مجسمه‌های برنزی باستانی، سالم باقی مانده‌اند. بسیاری از آنها برای ساختن اسلحه یا مهمات در زمان جنگ یا ایجاد مجسمه‌های جدید به یادبود پیروزی‌ها ذوب شده‌اند. در حالی که آثار سنگی و سرامیکی بسیار بیشتری از قرون گذشته به ما رسیده‌اند. در سال ۲۰۰۷ چندین مجسمه برنز با قدمت بالا به سرقت رفته، احتمالاً به دلیل ارزش این فلز پس از بازیابی فلز در پی ذوب شدن کار.

## مواد
آلیاژهای برنز مختلف زیادی وجود دارد، در زمان حال اکثر موزه‌ها این اصطلاح را به اشتباه استفاده می‌کنند، و در توضیحات به جای آن عبارت «آلیاژ مس» بکار می‌رود. معمولاً برنز مدرن ۸۸٪ مس و ۱۲٪ قلع است. برنز آلفا از محلول جامد قلع در مس تشکیل شده‌است. از آلیاژهای برنز آلفا با قلع ۴ تا پنج درصد برای ساختن سکه استفاده می‌شود. برنزهای تاریخی از نظر ترکیب بسیار متغیر هستند، زیرا بیشتر فلزکاران احتمالاً از هر نوع قراضه استفاده می‌کردند. برخی از مجسمه‌های برنزی قدیمی موجود دارای ترکیباتی از قلع، مس، روی، سرب، نیکل، آهن، آنتیموان و آرسنیک هستند. در برخی موارد حتی مقدار غیرمعمولی از نقره نیز مشاهده شده‌است. از این ترکیبات و درصد هرکام می‌توان راجع به ماهیت ماده اولیه مورد استفاده حدس‌هایی زد. مثلاً میزان زیاد نقره می‌تواند نشان دهد که مجسمه از قاب سکه ساخته شده‌است.
در عصر برنز معمولاً از دو شکل برنز استفاده می‌شد: «برنز کلاسیک» و «برنز خفیف». برنز کلاسیک حدو ۱۰٪ قلع دارد و برای تولید محصولات برنزی معمولاً ریخته‌گری می‌شود. در حالی که برنز خفیف حدود ۶٪ قلع دارد و برای تولیدات برنزی، ورقهٔ برنز خفیف را چکش زنی می‌کنند. به عنوان مثال در نوک تیرها و سلاح‌های پرتابی از برنز کلاسیک و در کلاه خود و زره از برنز خفیف استفاده می‌شود. طبق یک تعریف، «برنز مجسمه» مدرن ۹۰٪ مس و قلع ۱۰٪ است.

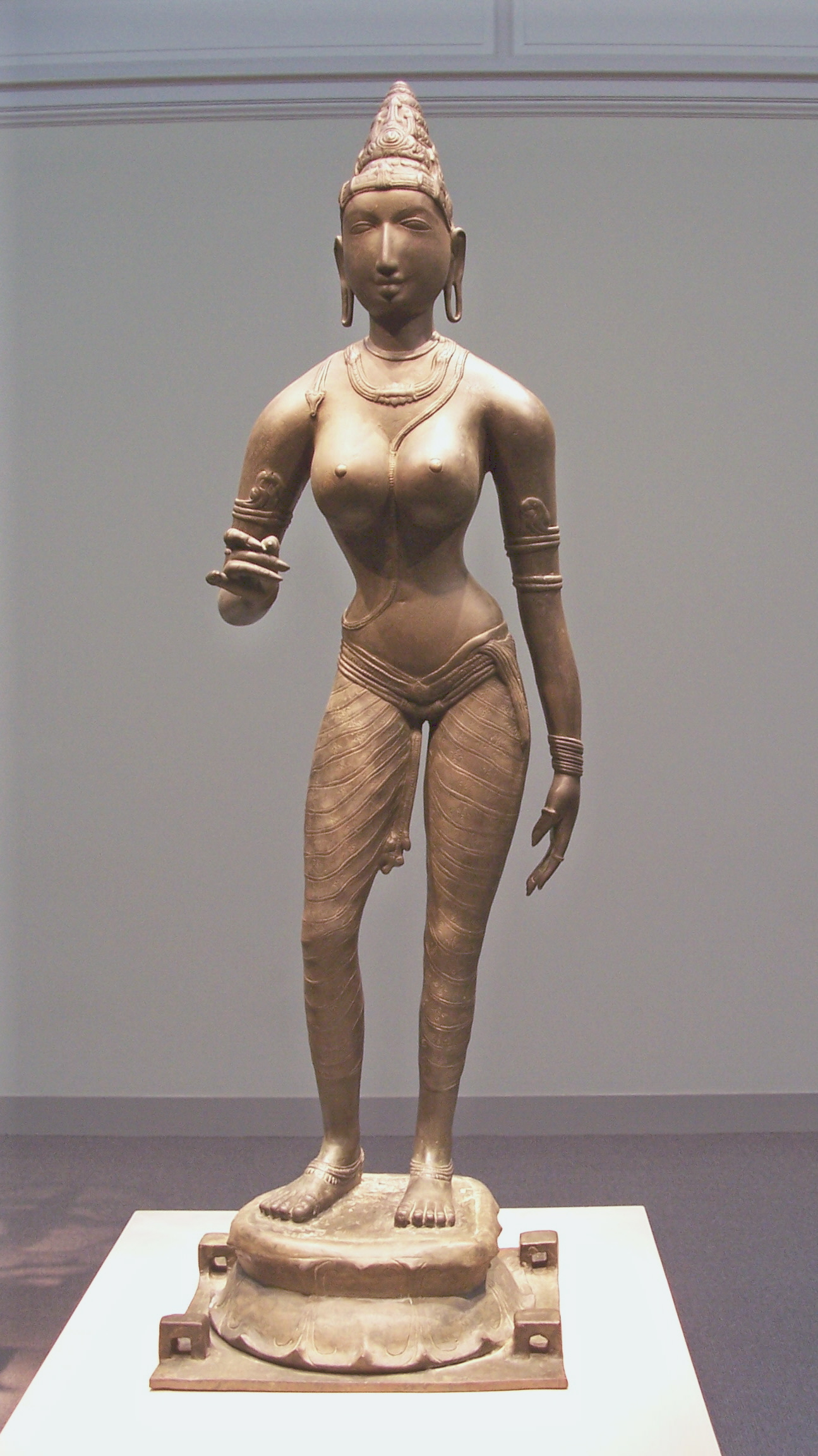
برنز چوله ملکه Sembiyan Mahadevi به عنوان الهه پارواتی.

تمدنهای بزرگ دنیای قدیم از زمان معرفی آلیاژ برنز، آن را برای مقاصد هنری و تولید ابزار و اسلحه به کار می‌بردند. دختر رقصنده از موهجودارو، متعلق به تمدن هاراپان است و قدمت آن به ۲۵۰۰ سال پیش از میلاد برمی گردد. این مجسمه شاید قدیمی‌ترین مجسمه برنز شناخته شده باشد. یونانیان اولین نفری بودند که ارقام را تا اندازه عمر ارزیابی کردند. تعداد کمی از نمونه‌ها شرایط خوبی دارند. یکی از آنها مجسمه جوانان پیروز برنز ضدزنگ است که برای اینکه این همه سال سالم بماند تلاش‌های زیادی صورت گرفته‌است. از عصر حکومت رومیان مجسمه‌های برنز بسیار بیشتری باقی مانده‌است.
چینی‌های باستان هم ریخته‌گری لاست واکس و هم ریخته‌گری با قالب را بلد بودند و در دوره سلسله شانگ تعداد زیادی برنز آئینی چینی و کشتی‌های آیینی پوشیده از تزئینات پیچیده را خلق می‌کردند. این مجسمه‌ها در مجموعه‌های حداکثر ۲۰۰ قطعه ای در مقبره‌های سلطنتی دفن می‌شدند.

## روند
ساخت برنز کار بسیار ماهرانه ای است. ممکن است از چندین فرایند ریخته‌گری مجزا استفاده شود. از جمله ریخته‌گری لاست واکس (و معادل امروزی آن ریخته‌گری دقیق)، ریخته‌گری ماسه ای و گریز از مرکز. اصطلاح «برنز» نیز به مجسمه‌های فلزی ساخته شده توسط اعمال آبکاری الکتریکی (یا galvanoplasty) نیز گفته می‌شود. اگر چه مجسمه‌های برنزی معمولاً از مس خالص ساخته می‌شوند و شامل ریخته‌گری نیستند.

### روش لاست واکس
در ریخته‌گری لاست واکس هنرمند با یک مدل کامل از مجسمه شروع می‌کند. اغلب اوقات از مواد نفتی غیر خشک مانند مدل پلاستیک برای مجسمه‌های کوچکتر و از خاک رس یا گچ برای مجسمه‌های بزرگتر استفاده می‌شود. قالب‌هایی که از گچ یا رس استفاده می‌کنند معمولاً از ژل یا موادی مانند پلاستیک برای تثبیت استفاده می‌کنند. در موارد زیادی قالب گچی توسط استادکاران برای جلب نظر سرمایه گذاذر ساخته می‌شود. قالب گچی از اصل اثر هنری تا زمان تأمین مالی محافظت می‌کند. توسط حامی مالی برای ریخته‌گری برنز استفاده می‌شود.
پس از تولید قالب، یک موم (برای مجسمه‌های بزرگ به صورت توخالی) روی قالب ریخته می‌شود. برای یک مجسمه توخالی، یک هسته در قسمت خالی ریخته می‌شود و توسط پین‌هایی از جنس فلز ریخته‌گری در محل مناسب ثابت می‌شود. برای هدایت فلز مذاب به داخل مجسمه‌ها یک یا چند چشمه موم اضافه می‌شود - به‌طور معمول فلز مایع را از یک قیف به پایین مجسمه هدایت می‌کنید، که برای جلوگیری از پاشیدن و آشفتگی از پایین تا انتها پر می‌شود. چشمه‌های اضافی ممکن است در موقعیت‌های میانی یا بالاتر استفاده شوند، و ممکن است دریچه‌های مختلفی نیز وجود داشته باشد که گازها را در دام بیندازد. (برای ریختن پوسته‌های سرامیکی، وجود منافذ لازم نیست. در نتیجه می‌توان از اسپری ساده و مستقیم استفاده کرد). سپس ساختار کامل موم (و هسته، اگر قبلاً اضافه شده باشد) در نوع دیگری از قالب یا پوسته قرار داده می‌شود. قالب در یک کوره گرم می‌شود تا اینکه موم تمام شود و تمام رطوبت آزاد برداشته شود. سپس این فضا با برنز مذاب پر می‌شود. از بین بردن تمام موم و رطوبت باعث می‌شود فلز مایع به صورت انفجاری از قالب توسط بخار خارج شود.

اگر قالب به خوبی ساخته نشود و فرایند ریخته‌گری شکست بخورد، آثار هنری نیز از بین می‌روند. پس از خنک شدن فلز، سرامیک خارجی یا خاک رس از بین می‌رود. نتیجهٔ تولید شده علاوه بر اصل اثر شامل پین‌های اصلی، چشمه‌ها و منافذها است. همه اینها با اره برداشته می‌شوند. سپس همه علائم باقی مانده از ابزارهای برش جلا داده می‌شوند و مواد هسته داخلی برای حذف احتمال خوردگی داخلی برداشته می‌شوند. ممکن است توسط حبابهای گاز حفره‌هایی ناقص ایجاد شود. این نقص‌ها با موارد مناسب پر و با جوشکاری و حک اصلاح می‌شود. 

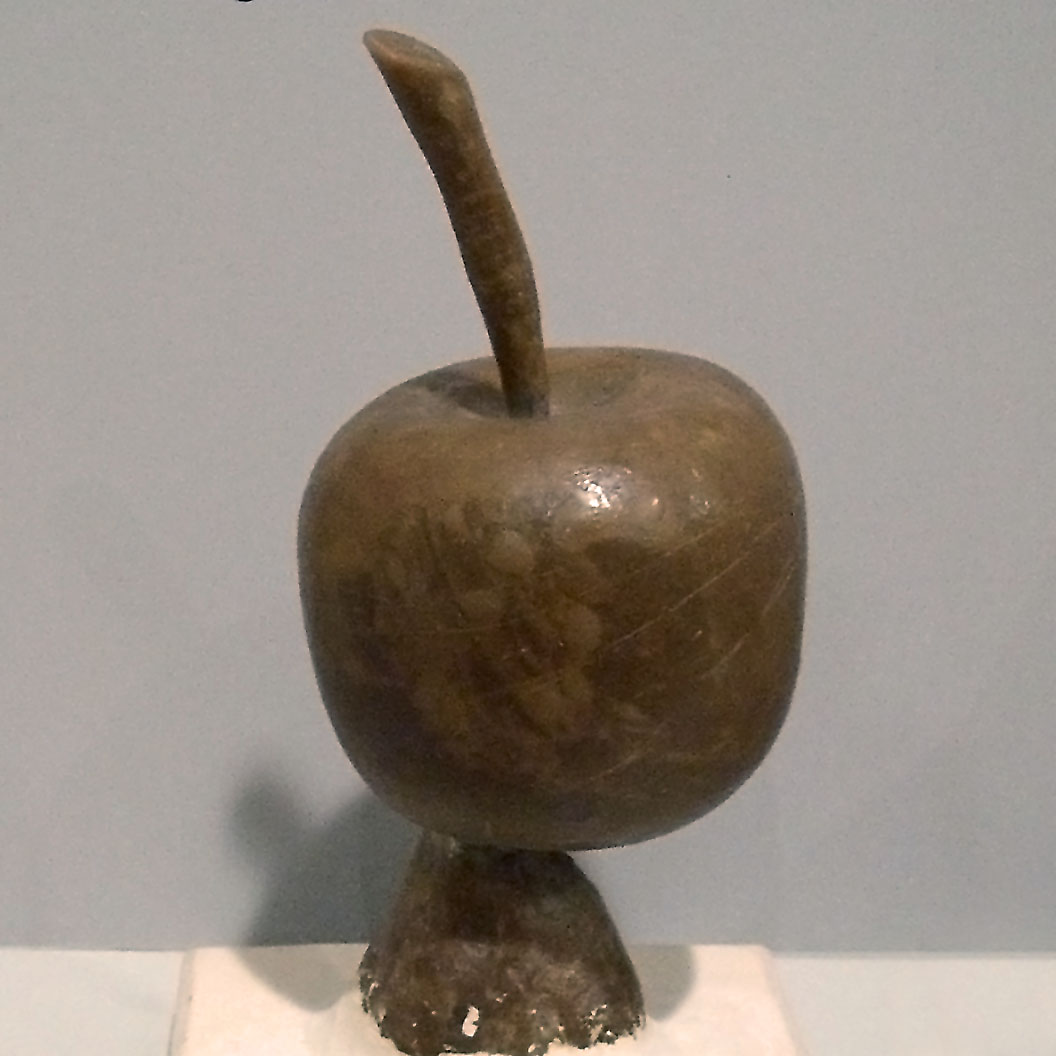
مدل سیب در موم. این اولین قدم از فرایند ریخته گری لاست وکس در برنز است
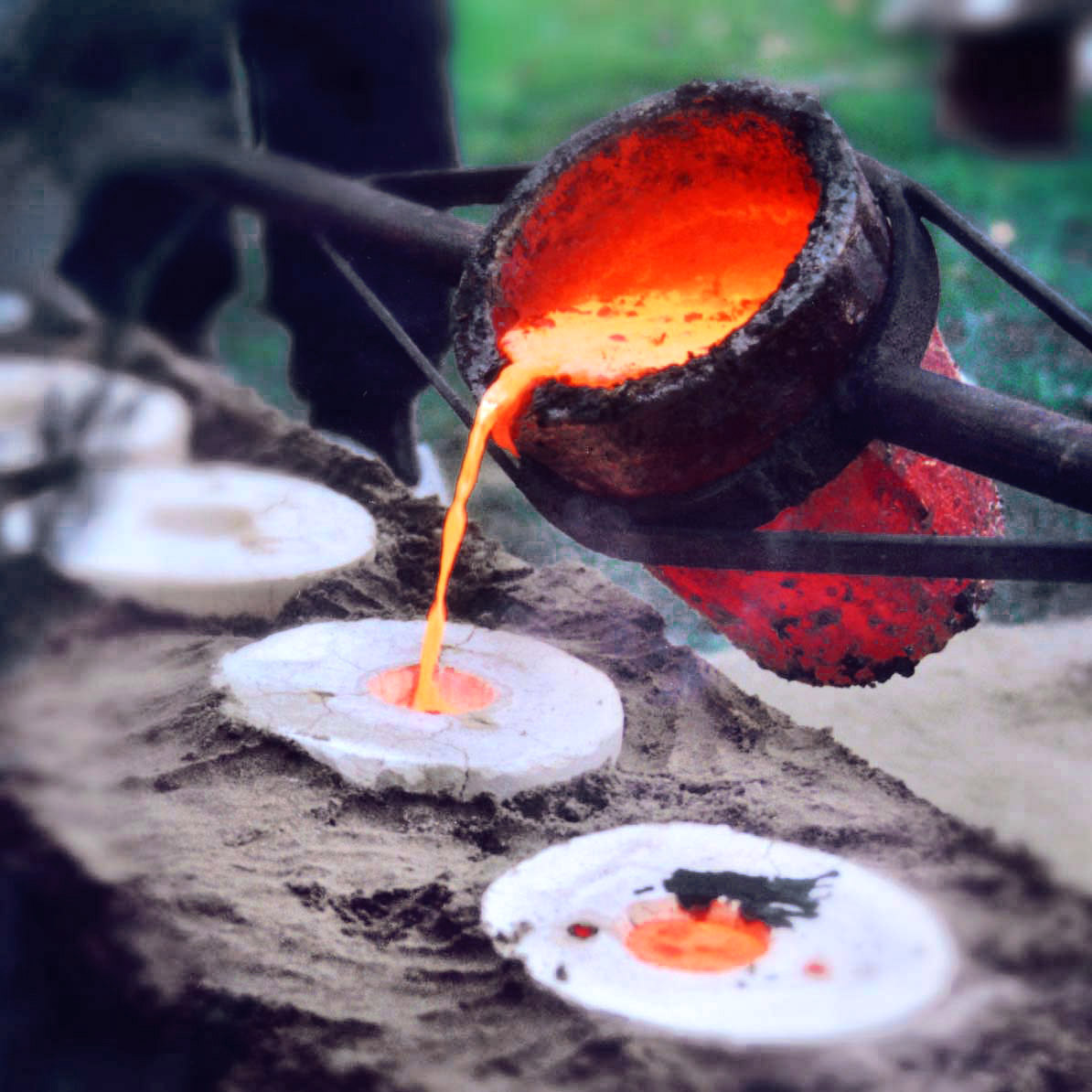
برنز مایع در 1200   درجه سانتیگراد در قالب ریخته گری خشک و خالی ریخته می‌شود
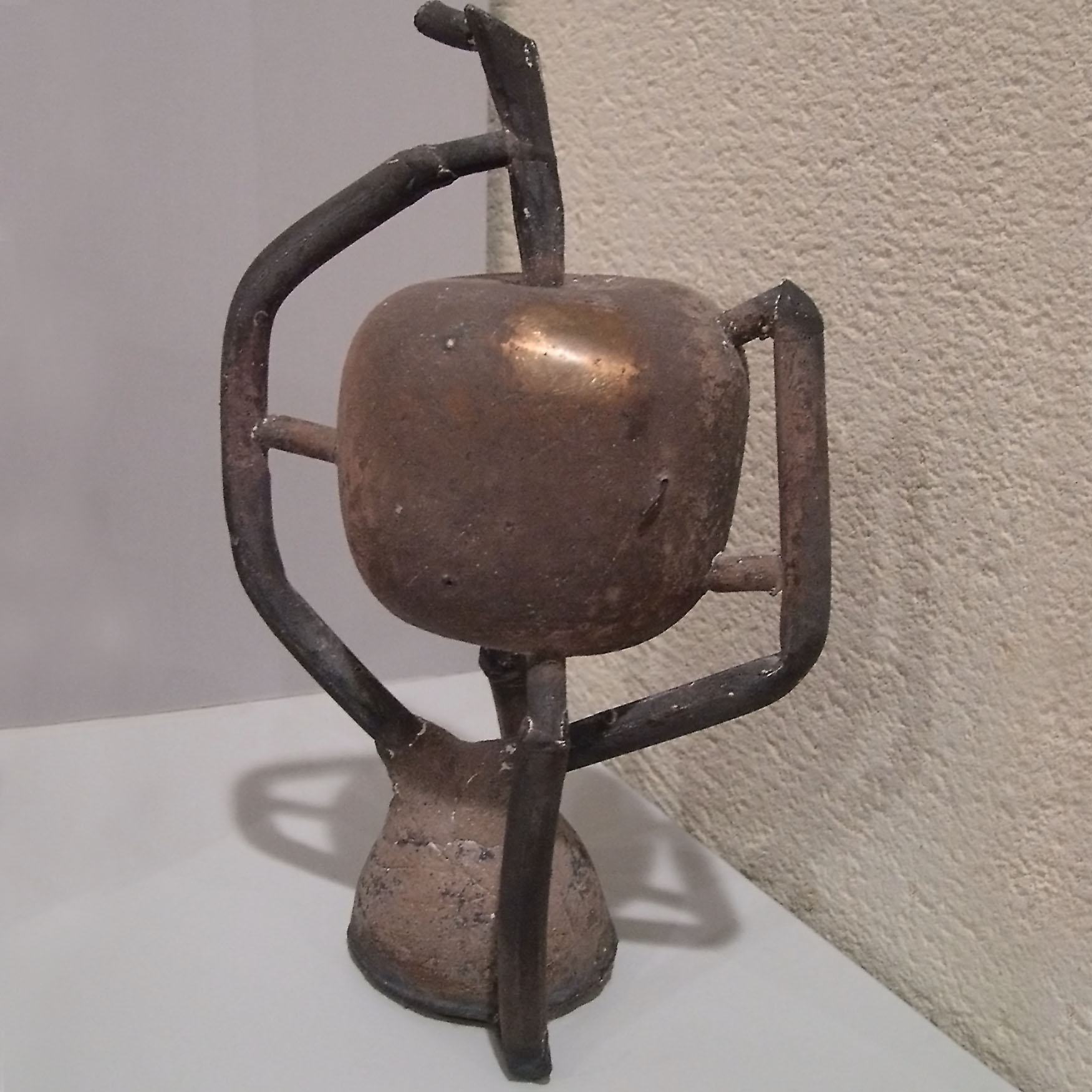
مجسمه سیب،پس از خارج شدن از قالب. قیفی که برنز از طریق آن ریخته شده‌است (وارونه) در زیر است. این آخرین مرحله از فرایند ریخته گری لاست وست است

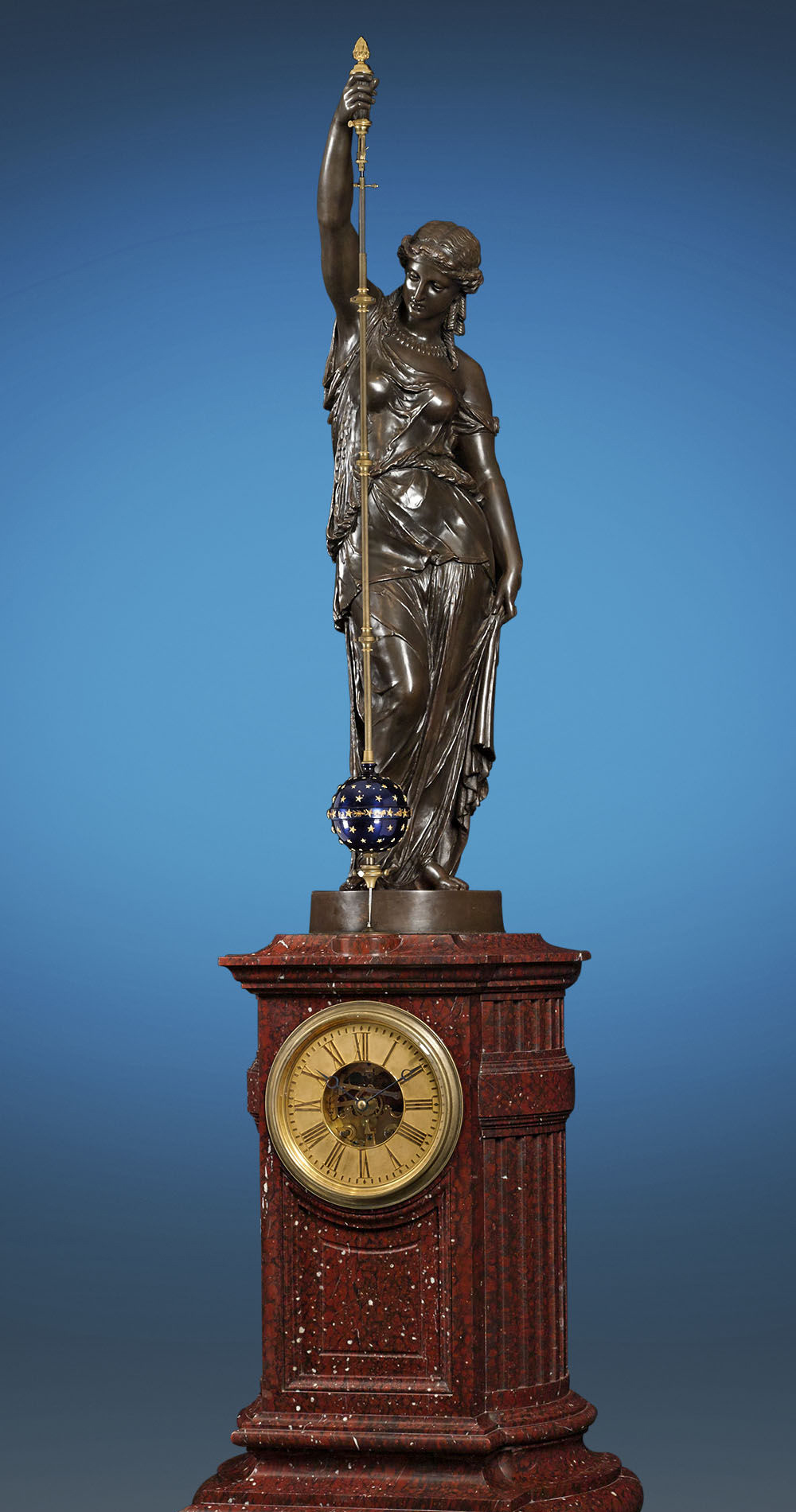
یک ساعت آونگ مخروطی به یاد ماندنی توسط یوجین فارکوت با یک مجسمه برنز گچ شده.

## نگارخانه

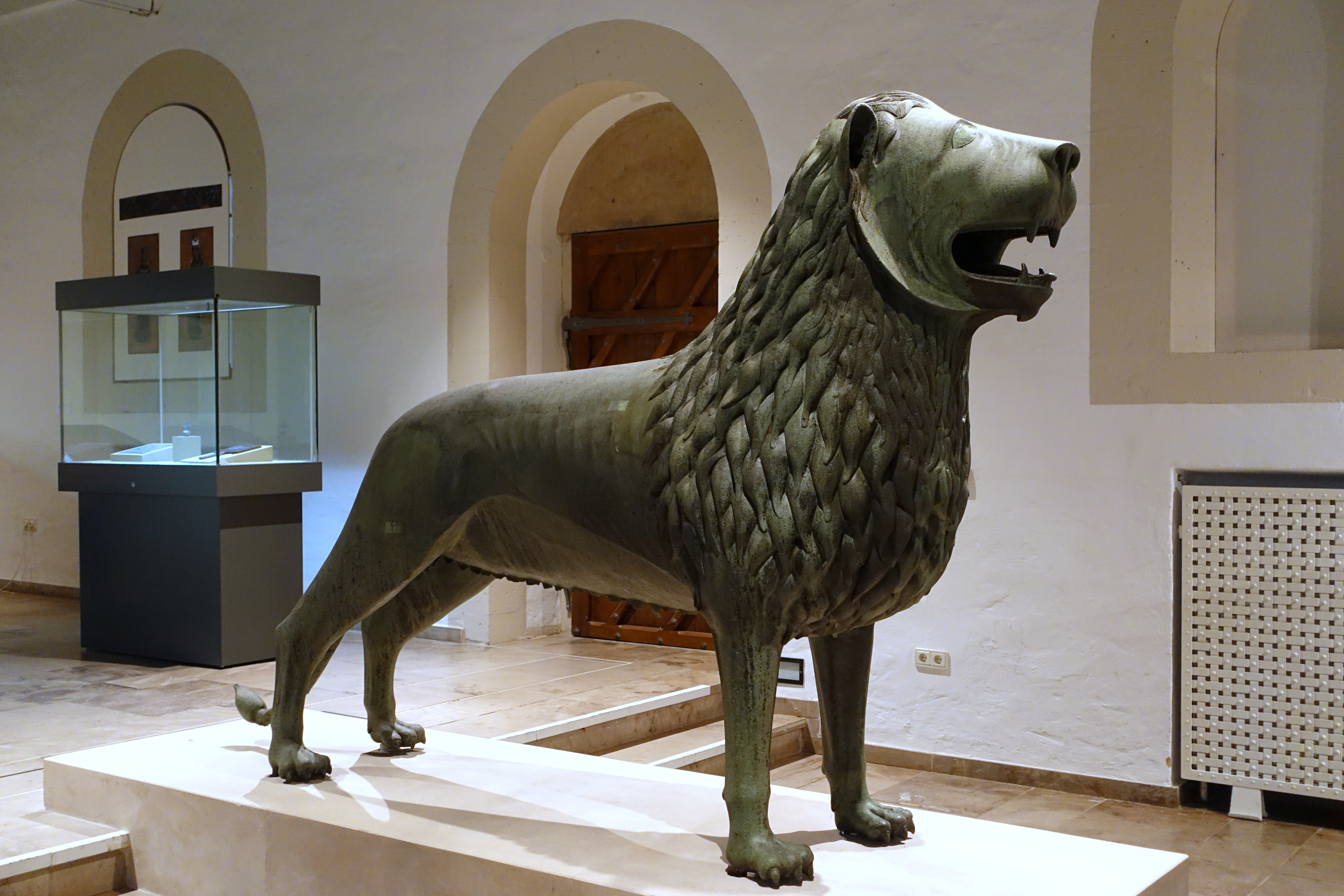
شیر برونسویک (حدود ۱۱۶۶) در برونزویک آلمان
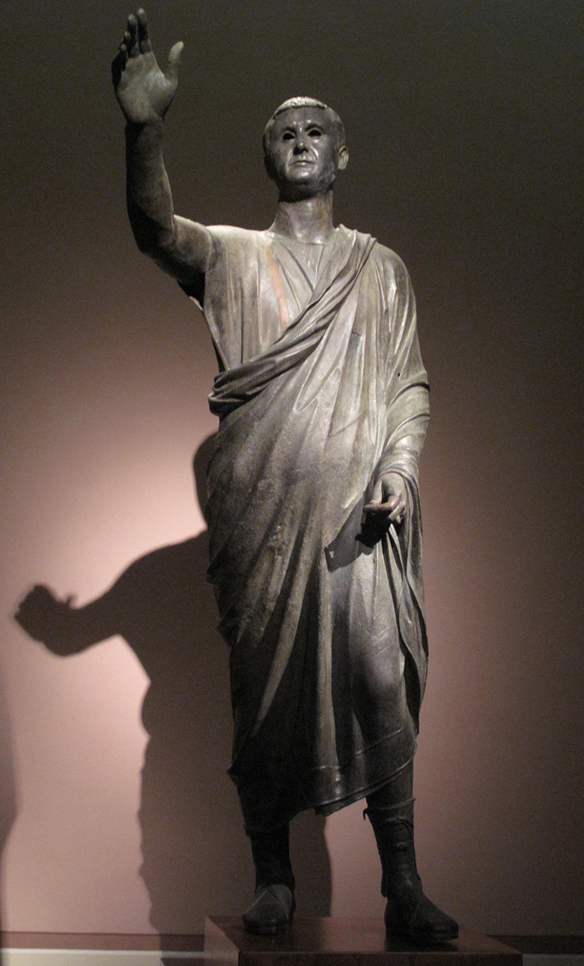
متصدی ، ۱۰۰ سال قبل از میلاد ، مجسمه برنزی ایتروسکو-رومی که آول متل را به تصویر می‌کشد (لاتین: Aulus Metellus) ، مردی اتروسیایی که در حالی که مشغول بلاغت بود ، یک توگا رومی پوشید . این مجسمه دارای کتیبه ای به الفبای اتروسک است
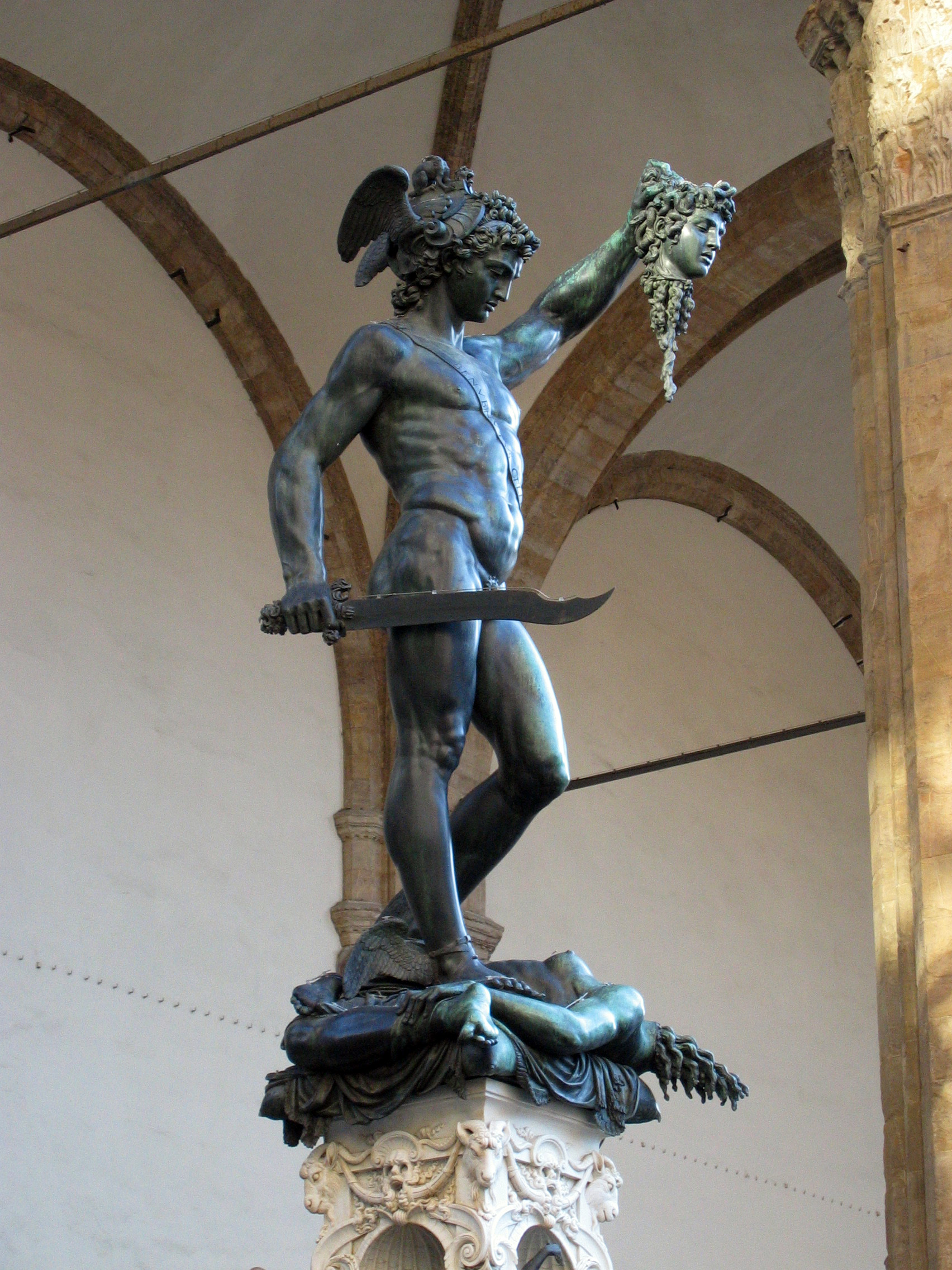
پرسئوس با رئیس مدوسا ( Benvenuto Cellini ، ۱۵۴۵-۵۴۵) در Piazza della Signoria در فلورانس ، ایتالیا پس از تمیز کردن مجسمه
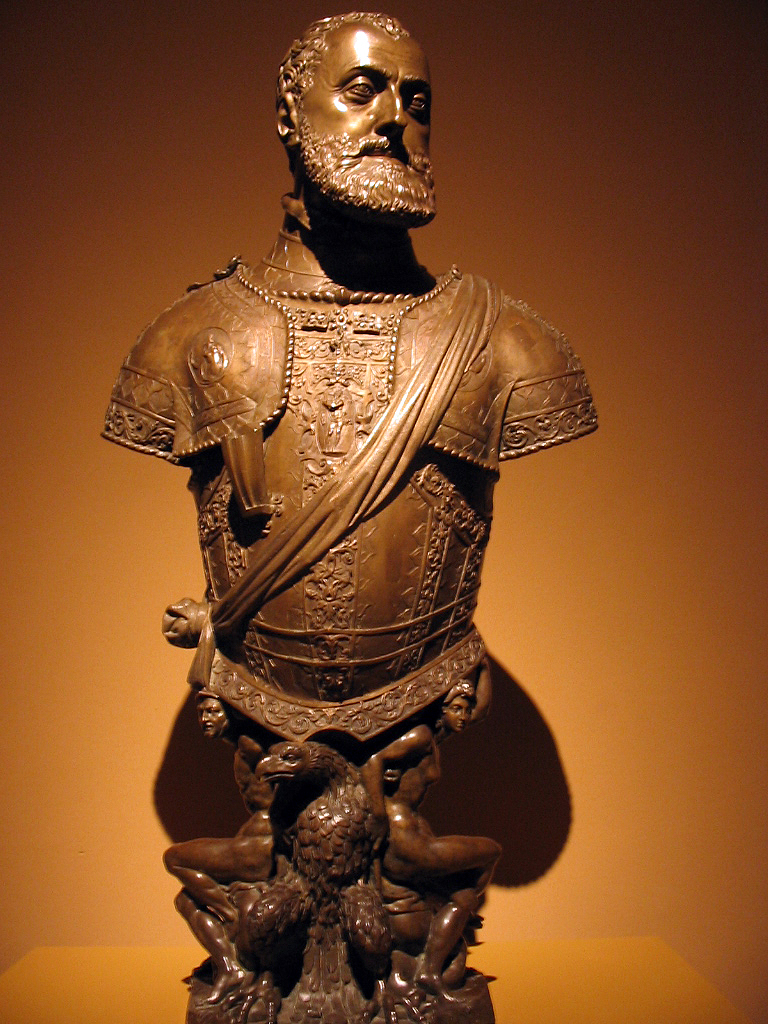
چارلز پنجم ، امپراتور مقدس روم ( لئون لئونی ، اواسط قرن شانزدهم)
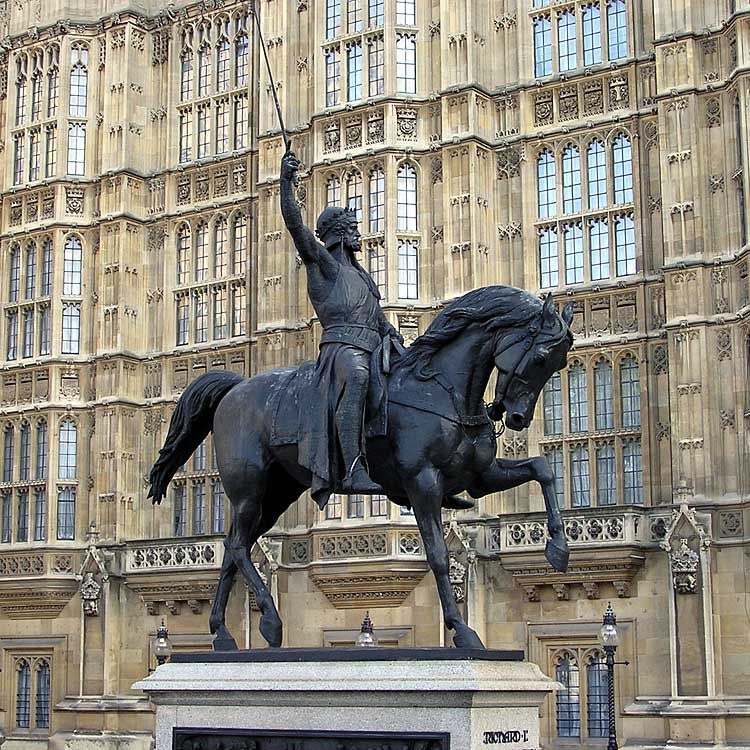
ریچارد لیونهارت ( کارلو ماروچتی ، ۱۸۶۰) ، خارج از کاخ وست مینستر در مرکز لندن ، انگلیس
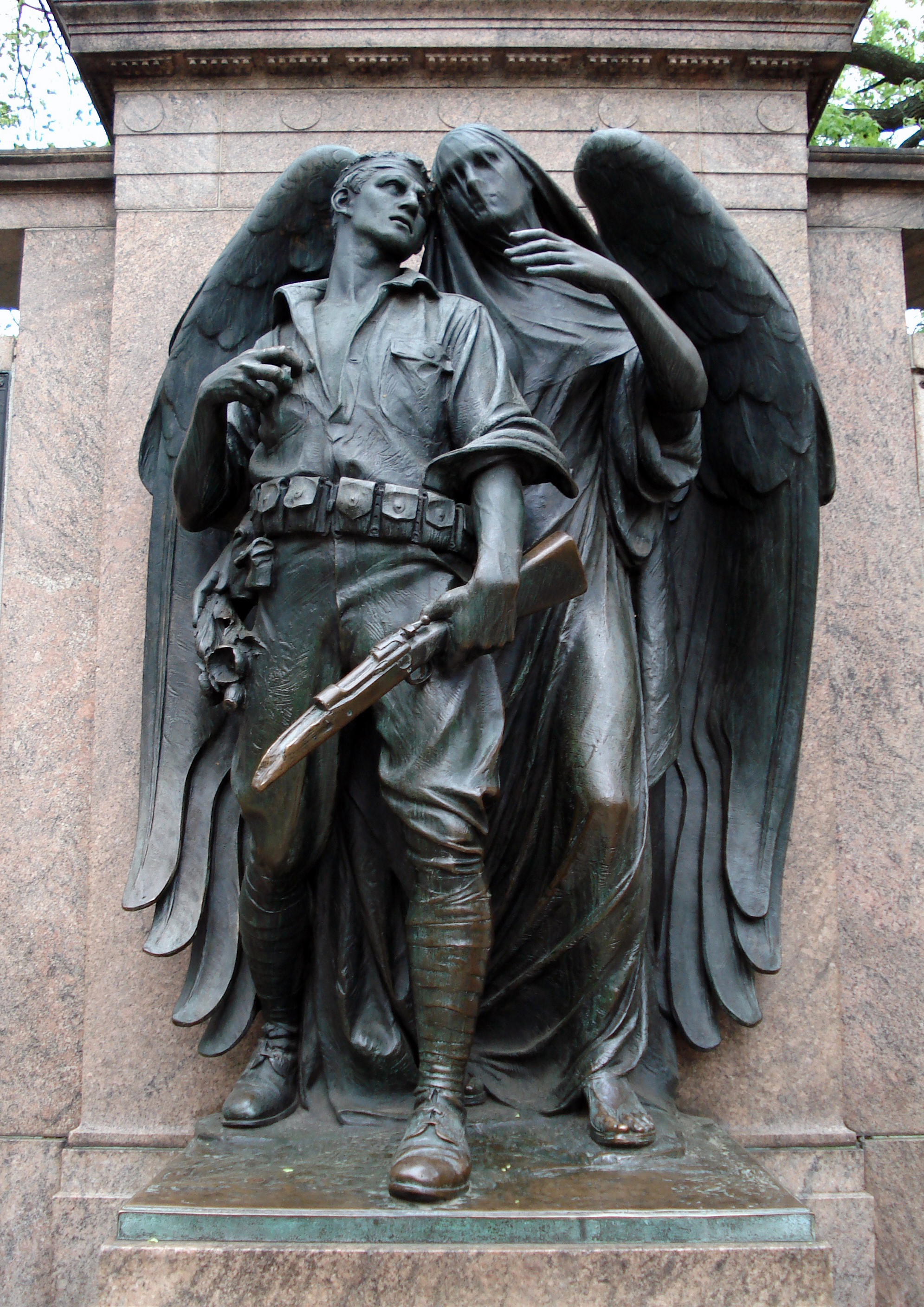
Prospect Park War Memorial ( آگوستوس لوکمن ، ۱۹۲۱) در Prospect Park ، بروکلین
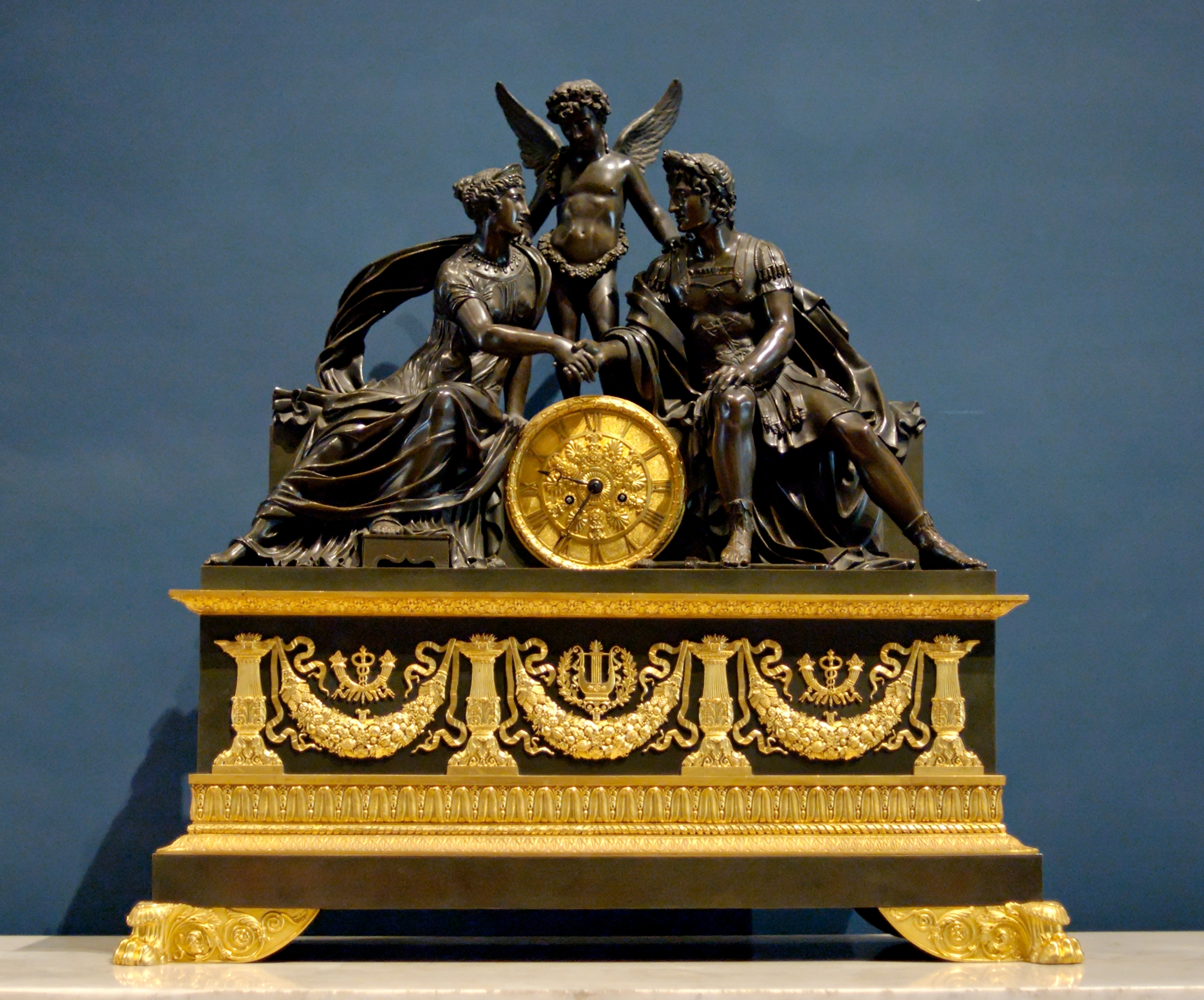
ساعت رومیزی برنز (بالا) و اورمو (زیر) ساعت سبک امپراتوری ، ج. ۱۸۱۰ ، توسط پیر فیلیپ تومر
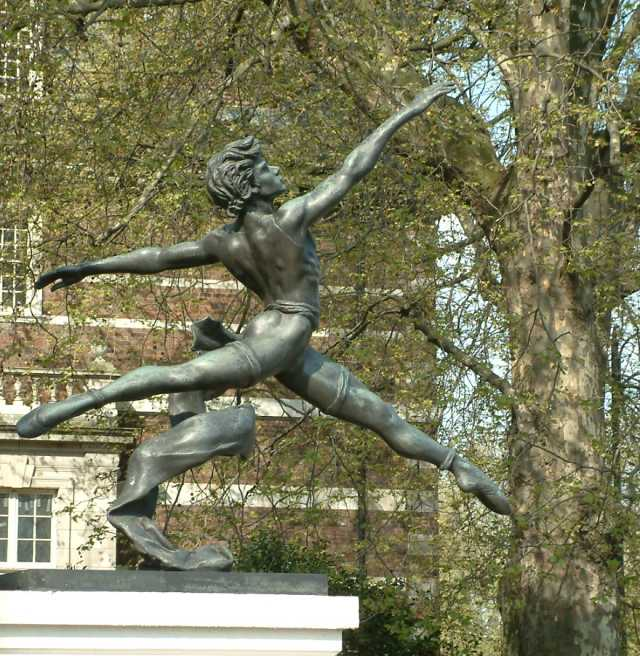
جته ( Enzo Plazzotta ، ۱۹۷۵) ، در Millbank در وست مینستر ، انگلیس
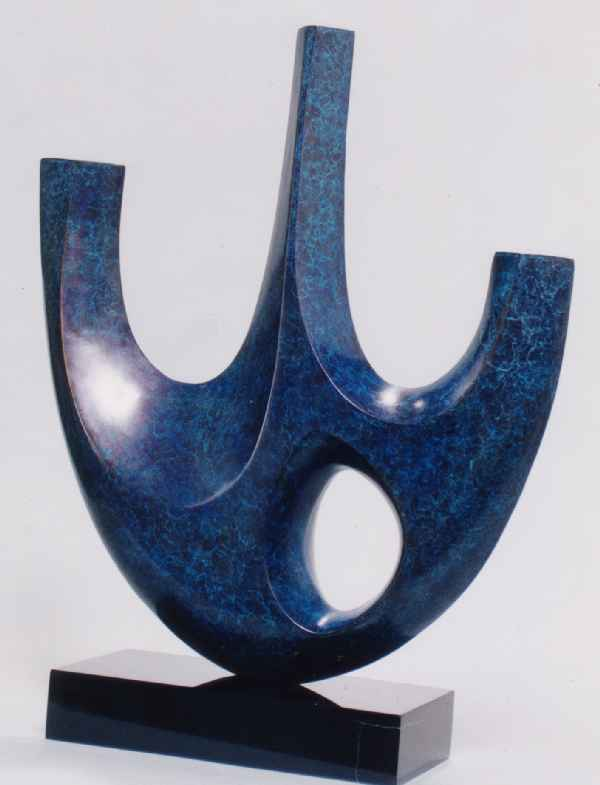
تعادل دیوید آسکلون نشان می‌دهد که چگونه مواد شیمیایی واکنش پذیر به این فلز یک سطح آبی مرمر شده می‌دهند.
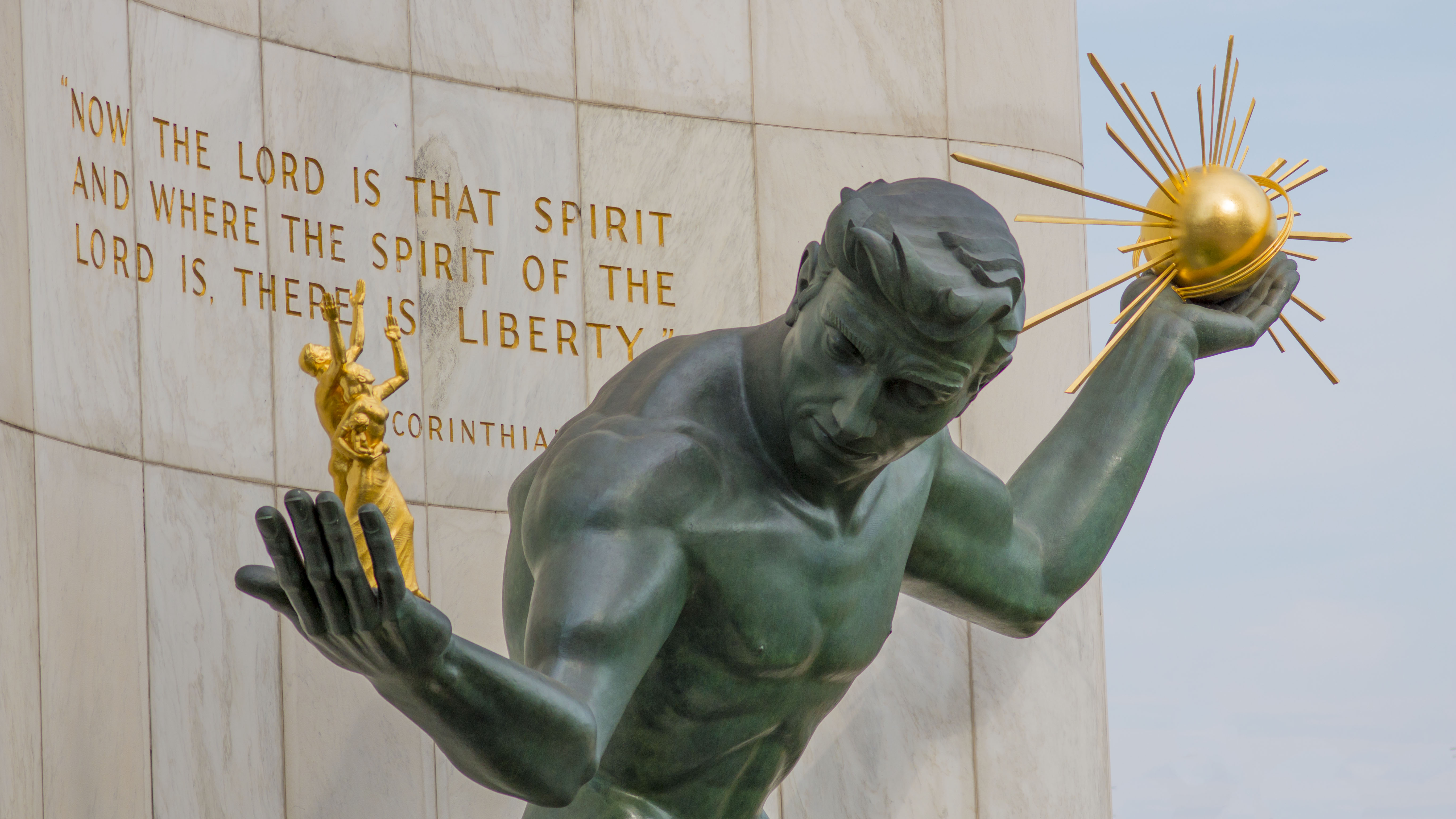
روح دیترویت ( مارشال فردریکس ، ۱۹۵۸) در دیترویت ، میشیگان ، ایالات متحده
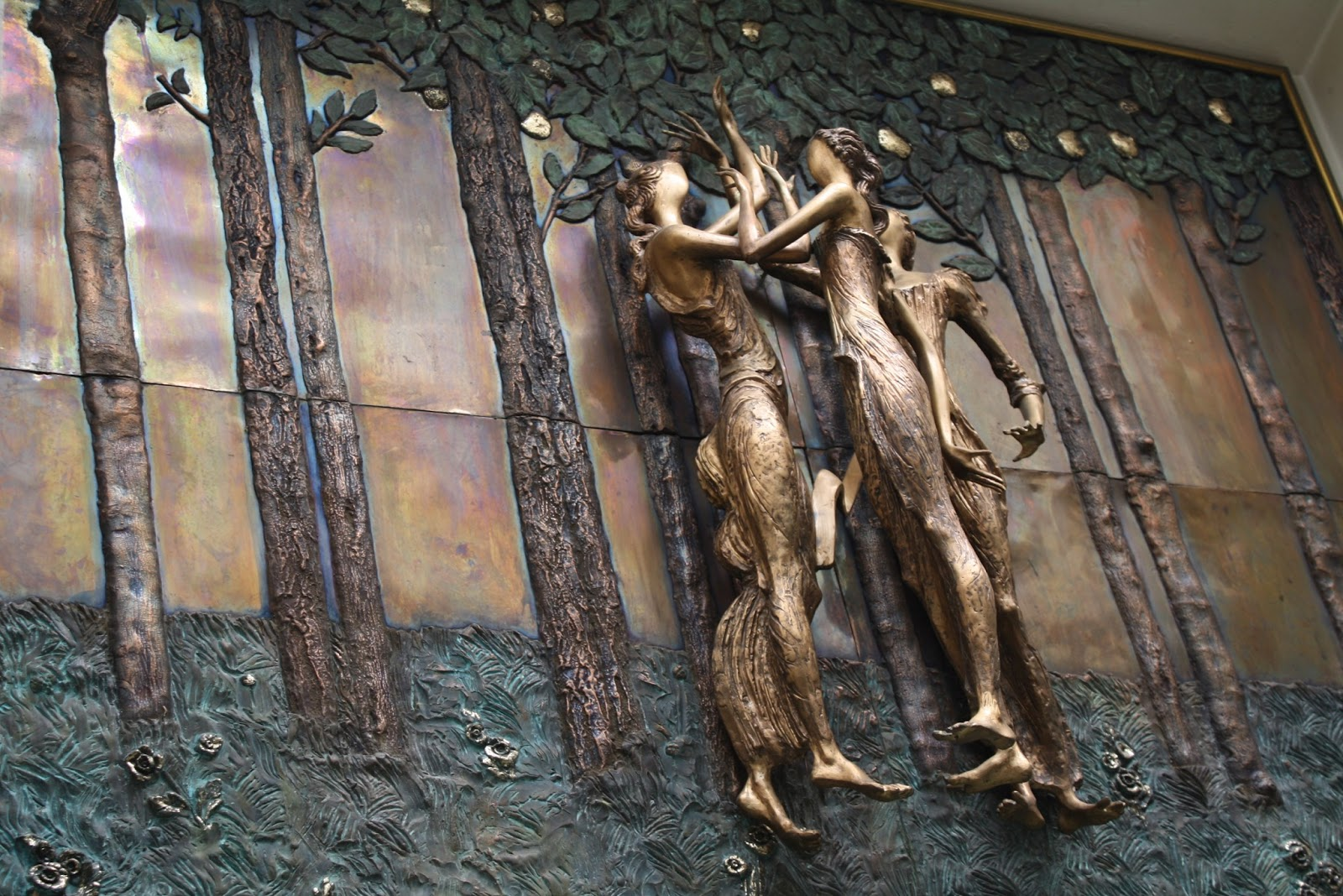
مجسمه برنز در تفلیس ، جورجیا
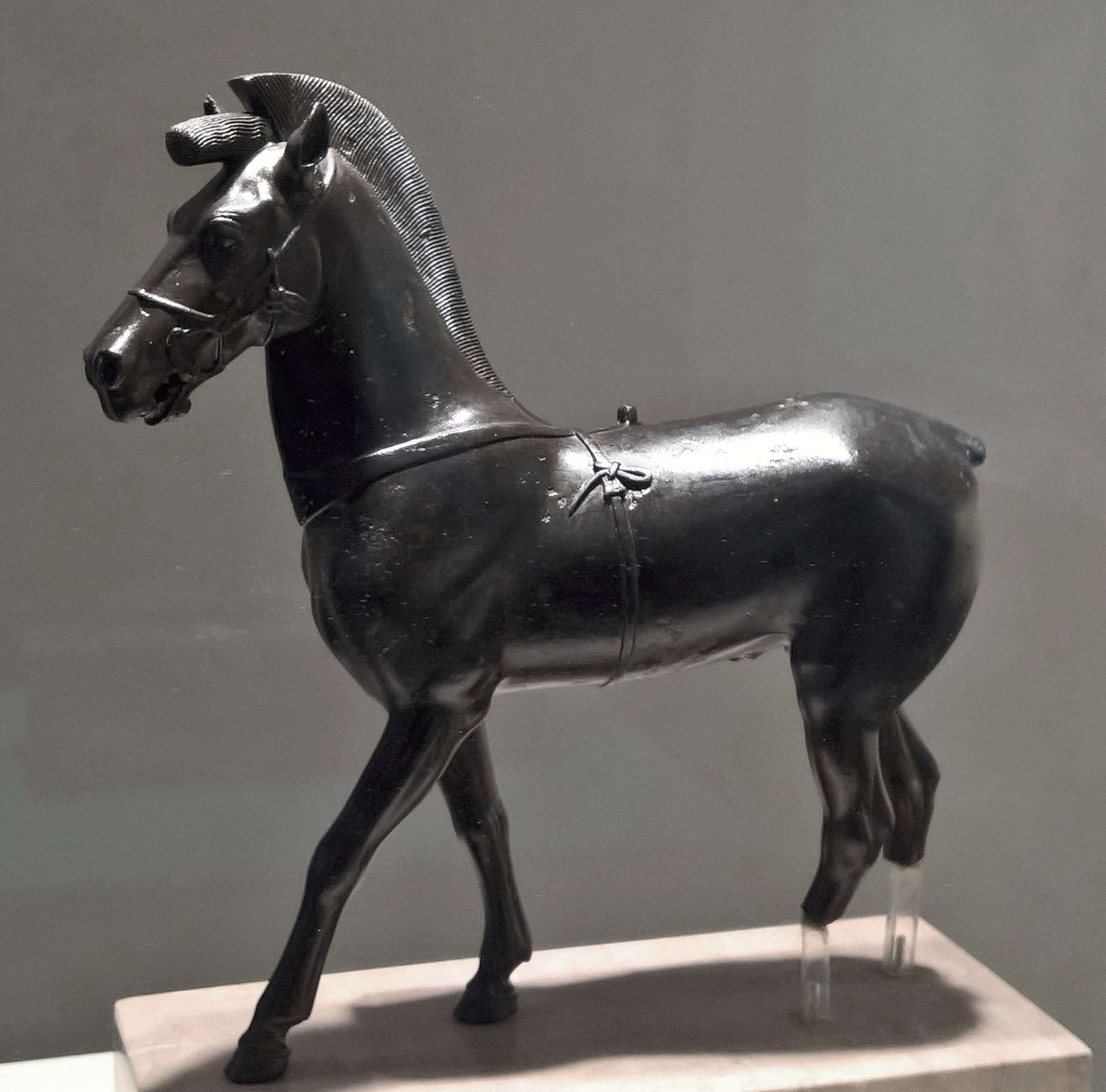
تندیس برنز یک اسب ، بازیگران جامد ، اوایل قرن ۵ قبل از میلاد ، کارگاه Argive.

## کتابشناسی و مطالعه بیشتر
- Scholten, Frits (2011). European sculpture and metalwork. New York: The Metropolitan Museum of Art. ISBN 978-1-58839-441-5.  Scholten, Frits (2011). European sculpture and metalwork. New York: The Metropolitan Museum of Art. ISBN 978-1-58839-441-5.  Scholten, Frits (2011). European sculpture and metalwork. New York: The Metropolitan Museum of Art. ISBN 978-1-58839-441-5.
- واینریب، ایتای، شی برنز در قرون وسطی (کمبریج، ۲۰۱۶).
- Dafas, KA، ۲۰۱۹. مجسمه برنزی با مقیاس بزرگ یونان: اواخر دوره‌های باستانی و کلاسیک، انستیتوی مطالعات کلاسیک، دانشکده مطالعات پیشرفته، دانشگاه لندن، بولتن انستیتوی مطالعات کلاسیک، مونوگرافی، مکمل BICS 138 (لندن).